# 英寶格
英寶格（Infogrames）是一家位於法國里昂維勒班的國際控股公司，也是Atari Inc.及Atari Europe的母公司。
英寶格成立於1983年，透過其附屬公司從事電子遊戲開發、出版及代理工作。
2003年，英寶格將其美國公司改名為Atari並改用Atari的商標，將其歐洲公司改名為Atari Europe，總公司的名字保持不變。
2008年英寶格購入Atari Inc的剩餘股份，成為Atari Inc的全資持有公司。
2024年，英寶格品牌被Atari S.A.復活，為第二個廠牌。

## 代理業務
英寶格於2001年成立台灣分公司英寶格股份有限公司，英文名稱「Infogrames Taiwan Limited」，在台灣代理了《絕冬城之夜》1、2代等遊戲，期間因翻譯狀況不佳而爆發踢牙老奶奶事件。
2003年，配合英寶格改用Atari商標，英寶格台灣分公司英文名稱改為「Atari Taiwan Limited」。
2009年7月，英寶格台灣分公司為南夢宮萬代併購而改為台灣萬代南夢宮夥伴股份有限公司，英文名稱「Namco Bandai Partners Taiwan Ltd.」，但仍代理部分英寶格遊戲。
2013年7月1日，台灣萬代南夢宮夥伴更名為台灣萬代南夢宮遊戲股份有限公司，英文名稱「Namco Bandai Games Taiwan Ltd.」，為萬代南夢宮遊戲台灣分公司。2015年4月1日，配合萬代南夢宮遊戲更名為萬代南夢宮娛樂，台灣萬代南夢宮遊戲更名為台灣萬代南夢宮娛樂股份有限公司，英文名稱「Bandai Namco Entertainment Taiwan Ltd.」。

## 外部連結
- 英寶格 （页面存档备份，存于） （法文） （英文）